# Senador Elói de Souza
Senador Elói de Souza är en kommun i Brasilien.   Den ligger i delstaten Rio Grande do Norte, i den östra delen av landet, 1 700 km nordost om huvudstaden Brasília. Antalet invånare är 5 645.
Omgivningarna runt Senador Elói de Souza är huvudsakligen savann. Runt Senador Elói de Souza är det ganska glesbefolkat, med 31 invånare per kvadratkilometer.